# 光式5.1型
福田 光式5.1型
- 用途：グライダー
- 分類：上級滑空機
- 設計者：葉啓聴
- 製造者：福田軽飛行機
- 運用者：大日本帝国陸軍なと
- 生産数：数機
- 運用状況：退役

光式5.1型（ひかりしき5.1がた）は、日本の福田軽飛行機が開発したグライダー。機体名は光式5.1型の他に、「光式5・1型」などとも表記される。

## 概要
1942年（昭和17年）、福田は葉啓聴技師の設計による単座の上級滑空機（ソアラー）として光式5.1型を製作した。光式5.1型は、ドイツから輸入された図面を用いた製作経験を基に、DFS オリンピア・マイゼの設計に改修を加えたもので、オリンピア・マイゼと比較すると一回り小型の機体として完成している。
試験飛行の際には、宙返り中に主翼の付け根が折れて空中分解し、パイロットがパラシュートを用いて脱出する事故を起こしている。この事故を受けた改造を経て数機が製作され、民間の他に大日本帝国陸軍が1941年（昭和16年）から再開させた滑空訓練においても使用されている。

## 諸元
出典：『日本グライダー史』 223頁、『日本のグライダー 1930〜1945』 197頁、『日本陸軍試作機大鑑』 123頁。
- 全長：6.80 m[8][9]あるいは5.66 m[3]
- 全幅：13.00 m[8][9]あるいは14.70 m[3]
- 全高：1.10 m[3]
- 主翼面積：12.00 m2[8][9]あるいは13.72 m2[3]
- 自重：160.0 kg[8][9]あるいは169.8 kg[3]
- 全備重量：210.0 kg[8]あるいは245.8 kg[3]
- 滑空速度：63.5 km/h
- 翼面荷重：17.50 kg/m2[8]あるいは17.85 kg/m2[3]
- 乗員：1名